# Laughing Stock
Laughing Stock (с англ. — «Посмешище») — пятый и последний студийный альбом британской группы Talk Talk, изданный джазовым лейблом Verve Records в 1991 году.

## Об альбоме
После ухода Talk Talk с лейбла EMI, группа выпустила новый альбом, но уже на лейбле Verve Records. Laughing Stock был похож по звучанию на предыдущий альбом Spirit of Eden. Песни «After the Flood», «New Grass», «Ascension Day» были выпущены в качестве радио-синглов. Композиции на альбоме представлены в жанрах джаз, пост-рок, арт-рок, и экспериментальный рок. Talk Talk внесли огромный вклад в развитие жанра «пост-рок», так как многие песни пластинки звучат именно в таком стиле.
Бас-гитарист Пол Уэбб покинул коллектив перед записью, поэтому из первоначального состава остались только Марк Холлис и Ли Харрис. Тексты песен Laughing Stock изобилуют религиозными мотивами. Альбом стал последним для группы и не имел коммерческого успеха. После его выпуска группа распалась. Вместе с тем критики приняли его доброжелательно, а музыкальные журналы поставили ему высокие оценки.
Автором обложки был всё тот же Джеймс Марш, который являлся автором всех обложек студийных работ Talk Talk. Стилистически дизайн обложки схож со Spirit of Eden, так как на обеих фотографиях изображено дерево на синем фоне. В Laughing Stock дерево выглядит опустошенным, и фон более темный, чем в Spirit of Eden.

## Список композиций
Слова и музыка всех песен — Тим Фриз-Грин и Марк Холлис.
| №  | Название          | Длительность |
| -- | ----------------- | ------------ |
| 1. | «Myrrhman»        | 5:33         |
| 2. | «Ascension Day»   | 6:00         |
| 3. | «After the Flood» | 9:39         |
| 4. | «Taphead»         | 7:39         |
| 5. | «New Grass»       | 9:40         |
| 6. | «Runeii»          | 4:58         |

## Позиции в чартах
| Чарт (1991)        | Наивысшая позиция |
| ------------------ | ----------------- |
| Dutch Albums Chart | 60                |
| UK Albums Chart    | 26                |

## Участники записи
- Марк Холлис — вокал, гитара, пианино, орган
- Ли Харрис — ударные
- Тим Фриз-Грин — орган, пианино, фисгармония

Дополнительный персонал
- Марк Фэлтем — гармоника
- Мартин Дичем — перкуссия
- Ливайн Эндред, Стивен Тис, Джордж Робертсон, Гэвин Райт, Джек Гликмен, Уилф Гибсон, Гарфилд Джексон — альт
- Саймон Эдвардс, Эрнест Мозле — контрабас
- Роджер Смит, Пол Кегг — виолончель
- Генри Лаузер — труба, флюгельгорн
- Дэйв Уайт — контрабас, кларнет

Производство
- Фил Браун — звукорежиссёр
- Джеймс Марш — обложка альбома